# Zbyhněvice
Zbyhněvice jsou malá vesnice, část obce Morašice v okrese Chrudim. Nachází se asi 3,5 km na jih od Morašic. V roce 2009 zde bylo evidováno 33 adres. V roce 2001 zde trvale žilo 60 obyvatel.
Zbyhněvice je také název katastrálního území o rozloze 3,9 km2.
V roce 2008 zde bylo tornádo. Zničilo přírodu i obývané rodinné domy. Dodnes jsou zde vidět jeho stopy. 
Zbyhněvice spadají pod obec Morašice.